# EV3
EV3 är den amerikanska R&B-gruppen En Vogues tredje studioalbum. Den gavs ut internationellt 17 juni 1997 via EastWest och Elektra Records. Albumet kom att betraktas som en comeback för En Vogue som inte gett ut något studioalbum sedan Funky Divas 1992. Gruppmedlemmarna bidrog själva med låttext till några av låtarna på EV3 samtidigt som de arbetade med fler låtskrivare och producenter än på tidigare album, däribland några av dåtidens mest populära hitskapare som Kenneth "Babyface" Edmonds, Ivan Matias, Andrea Martin och David Foster. En Vogues grundare, Denzil Foster och Thomas McElroy, bidrog med fem spår. Efter att ha avslutat inspelningen till albumet i april 1997 valde Dawn Robinson att lämna gruppen för att istället satsa på en solokarriär
EV3 är ett R&B-album i samma nisch som En Vogues tidigare musik. Låttexterna beskriver kvinnlig egenmakt som förmedlas via ballader och midtempo-kompositioner. Albumet mottog blandad kritik från professionella musikjournalister där några beskrev materialet som stundtals "svagt" men lovordade En Vogues anpassningsförmåga från att gå från en kvartett till trio. EV3 var kommersiellt framgångsrik: albumet gick in på åttondeplatsen på amerikanska albumlistan Billboard 200 och hade En Vogues högsta förstaveckasförsäljning någonsin. Albumet mottog ett platinacertifikat av Recording Industry Association of America (RIAA) för över en miljon sålda exemplar. Internationellt nådde albumet topp-tio i flera länder.
EV3 marknadsfördes med flera liveframträdanden, däribland i prisceremonierna Soul Train Awards och MTV Movie Awards samt TV-programmen Saturday Night Live, The Rosie O'Donnell Show och The Tonight Show Starring Jay Leno. Utöver detta begav sig En Vogue på en internationell turné från 18 maj till 1 juni 1997. "Whatever" gavs ut som albumets huvudsingel och nådde plats 16 på amerikanska singellistan Billboard Hot 100 och mottog så småningom ett guldcertifikat av RIAA. "Too Gone, Too Long" blev albumets andra och sista singel. Låten nådde plats 33 på amerikanska singellistan och blev gruppens sista topp-fyrtio notering.

## Bakgrund
Dawn Robinson, Terry Ellis, Cindy Herron och Maxine Jones träffades 1989 i samband med att producenterna Denzil Foster och Thomas McElroy höll auditions inför skapandet av en kvinnlig "supergrupp". Gruppen, under namnet En Vogue, lanserade debuten Born to Sing (1990) som följdes upp med Funky Divas (1992). I samband med utgiven av det sistnämnda albumet upplevde gruppen förhöjda framgångar med internationella hits som "My Lovin' (You're Never Gonna Get It)", "Free Your Mind" och Aretha Franklin-covern "Giving Him Something He Can Feel". En Vogue mottog flerfaldiga platinacertifikat och beskrevs av Vibe Magazine som den första supergruppen av sitt slag.

## Inspelning
EastWest anlitade några av dåtidens mest populära och framgångsrika låtskrivare och producenter för att skapa EV3 och säkerställa en ytterligare kommersiell framgång. I en intervju förklarade Jones att inspelningen av albumet var annorlunda jämfört med tidigare album då fler producenter var inblandade och medlemmarna var tvungna att resa runt till olika städer för att spela in materialet. Hon konstaterade: "Det tog mycket längre att spela in det här albumet av den anledningen". Inför inspelningen var medlemmarna medvetna om att albumet skulle bli deras första efter ett tre år långt uppehåll och att sådana långa avbrott kunde vara karriärdödande för artister, särskilt inom genren R&B.
Kort efter färdigställandet av EV3 meddelade Jet Magazine i slutet av april 1997 att Robinson valt att lämna En Vogue för att istället satsa på en solokarriär. Hon erbjöds ett skivkontrakt av rapparen och producenten Dr. Dre och påbörjade därefter arbetet på sitt debutalbum.

## Komposition
Ann Powers från tidskriften Spin Magazine skrev att EV3 bestod av samma formula som Foster och McElroy använde vid skapandet av En Vogue 1990. Många av albumspåren handlar om kvinnlig egenmakt som förmedlas med en "förförisk, socialt medveten och självständig attityd". Powers ansåg att albumets innehåll bevisade att gruppens medlemmar kompletterade varandra och gav prov på ett bra samarbete sinsemellan, även utan Robinson. Albumet börjar med "Whatever" vars bakgrundssång framfördes med "android-lik precision" vilket skapade ljudeffekter som beskrevs som "änglalika". Denna låt går i stark kontrast till albumets nästkommande spår; "Don't Let Go (Love)" och "Right Direction" vars "dramatiska rytmer aggressivt kräver sångarna använda toppen och botten av sina register". "Let It Flow" beskrevs som "funkig".

## Lansering och marknadsföring
EV3 gavs ut internationellt 17 juni 1997. EastWest använde "Don't Let Go (Love)" som barometer för hur hög efterfrågan på En Vogues tredje studioalbum skulle kunna tänkas vara. För att signalera gruppens återkomst och start på marknadsföringskampanjen för EV3 framförde En Vogue låten vid prisceremonin Soul Train Awards i februari 1997. Jayson Jackson, ansvarig chef för marknadsföringsavdelningen hos Elektra Entertainment Group, förklarade att "Don't Let Go (Love)" hade varit "inflytelserik" i utformningen av marknadsföringen för albumet och en bra försmak till hur resten av albumet skulle låta. Med mål att skilja En Vogue från andra musikgrupper startades en aggressiv marknadsföringskampanj för att öka allmänhetens medvetenhet om den kommande utgivningen. Ellis, Herron och Jones introducerade sin nya look som trio med ett liveframträdande i Saturday Night Live som sändes 17 maj och i The Rosie O'Donnell Show 20 maj 1997. Gruppen begav sig på en internationell turné med start 18 maj. Turnén bestod av besök på radiostationer och TV-program och pågick fram till 1 juni 1997. En Vogue begav sig också på en inrikes radioturné med start i New York 16 juni och fortsatta stopp i Washington D.C., Atlanta, Dallas, Chicago, San Francisco och Los Angeles. Andra TV-sända reklamtillfällen var uppträdanden vid prisceremonin MTV Movie Awards 12 juni och The Tonight Show Starring Jay Leno 25 juni 1997. Ytterligare reklam bestod av marknadsföring i prime time på TV-kanalen The WB, affischer utomhus samt annonser i Time, People, Vibe och Jet Magazine.
"Whatever" gavs ut som albumets huvudsingel. Låten skickades till radio 13 maj 1997 under formaten R&B, Top 40 rhythm/crossover, top 40 och jazz/AC. Fram till 26 maj hade den spelats på 210 stationer sammanlagt 3 119 gånger enligt Broadcast Data Systems. Låten gavs ut kommersiellt i juli 1997. "Whatever" blev en hit som nådde plats 16 på amerikanska Hot 100-listan och åttondeplatsen på förgreningslistan Hot R&B/Hip-Hop Songs. Musikvideon till låten regisserades av tidigare samarbetspartnern Matthew Rolston och uppmärksammades för sitt kontroversiella innehåll, där En Vogue sågs utföra plastikkirurgi bärandes iögonfallande smink och klädsel. Videon, tänkt som en parodi på överanvändningen av plastikkirurgi i USA, mottog blandad kritik och blev en stiländring för En Vogue som övergav sitt tidigare mera glamourösa maner.

## Mottagande
Tidskriften Rolling Stone kritiserade EV3 för dess innehåll som beskrevs som "svagt" och gav albumet två av fem stjärnor i betyg. Ann Powers var mycket positiv i sin recension av albumet för tidskriften Spin Magazine. Hon skrev: "Medan Mariah och Whitney flexar sina sångröster och Mary J. och TLC kompenserar halvtaskig pitch med hög coolhetsfaktor reser sig Terry Ellis, Cindy Herron och Maxine Jones över konkurrensen med skir elegans." Hon avslutade: "EV3 framkallar en familjär och glad förundran i mänsklighetens potential." Albumet rankades på plats 16 i listan Top 20 Albums utgiven av Jet Magazine i augusti 1997.

## Kommersiell prestation
5 juli 1997, veckan efter utgivningen av EV3, gick albumet in på åttondeplatsen på amerikanska albumlistan Billboard 200 med en försäljning på 76 500 exemplar. Det blev En Vogues bästa förstaveckasförsäljning någonsin; remixalbumet Runaway Love (1993) genererade 17 000 sålda exemplar och Funky Divas 60 000.

## Låtlista
| 1.  | "Whatever"                      | Kenneth Edmonds, Giuliano Franco, Keith Andes                  | Babyface, Giuliano Franco                | 4:21 |
| 2.  | "Don't Let Go (Love)"           | Andrea Martin, Ivan Matias, Marqueze Ethridge, Organized Noize | Organized Noize                          | 4:58 |
| 3.  | "Right Direction"               | Chris Bolden, JB Eckl                                          | Andrea Martin, Chris Bolden, Ivan Matias | 5:07 |
| 4.  | "Damn I Wanna Be Your Lover"    | Andrea Martin, Ivan Matias, Pro-Jay                            | Andrea Martin, Ivan Matias, Pro-Jay      | 5:25 |
| 5.  | "Too Gone, Too Long"            | Diane Warren                                                   | David Foster                             | 4:43 |
| 6.  | "You're All I Need"             | Ivan Matias, Darryl McDaniels, Joseph Simmons, Lawrence Smith  | Ivan Matias                              | 3:36 |
| 7.  | "Let It Flow"                   | Denzil Foster, Thomas McElroy                                  | Denzil Foster, Thomas McElroy            | 5:39 |
| 8.  | "Sitting By Heavens Door"       | Denzil Foster, Thomas McElroy                                  | Denzil Foster, Thomas McElroy            | 4:35 |
| 9.  | "Love Makes You Do Thangs"      | Denzil Foster, Thomas McElroy                                  | Denzil Foster, Thomas McElroy            | 4:28 |
| 10. | "What A Difference A Day Makes" | Denzil Foster, Thomas McElroy                                  | Denzil Foster, Thomas McElroy            | 4:12 |
| 11. | "Eyes Of A Child"               | Cindy Herron, Maxine Jones, Terry Ellis                        | Denzil Foster, Thomas McElroy            | 4:32 |
| 12. | "Does Anybody Hear Me"          | Cindy Herron, Ivan Matias, Melvin Lewis, Terry Ellis           | Andrea Martin, Ivan Matias               | 3:11 |
| 13. | "I've Got Your Gun"             | Denzil Foster, Thomas McElroy                                  | Denzil Foster, Thomas McElroy            | 4:17 |